# 马夫雷库尔
马夫雷库尔（法語：Maffrécourt，法語發音：[mafʁekuʁ]）是法国马恩省的一个市镇，属于香槟沙隆区。

## 地理
马夫雷库尔（49°7'2"N, 4°49'4"E）面积6.74 平方千米，位于法国大東部大區马恩省，该省份为法国东北部内陆省份，北起阿登省，西北接埃纳省，西南接塞纳-马恩省，南至奥布省，东南接上马恩省，东临默兹省。
与马夫雷库尔接壤的市镇（或旧市镇、城区）包括：拉讷维尔欧蓬、布罗圣科耶尔、绍德方丹、多马尔坦苏昂、瓦尔米。

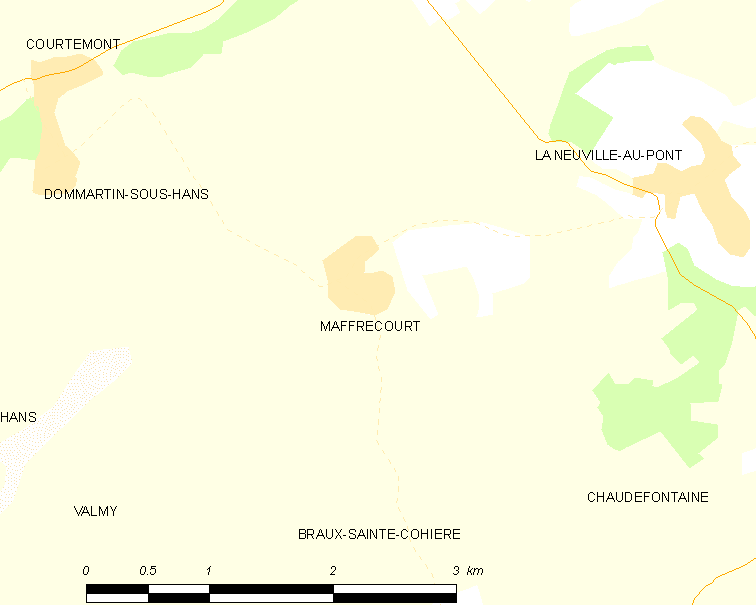
马夫雷库尔的OSM定位图

马夫雷库尔的时区为UTC+01:00、UTC+02:00（夏令时）。

## 行政
马夫雷库尔的邮政编码为51800，INSEE市镇编码为51336。

## 政治
马夫雷库尔所属的省级选区为阿戈讷-叙普-韦勒县。

## 人口

1962-2008年间马夫雷库尔人口变化图示

马夫雷库尔于2022年1月1日时的人口数量为57人。